# Iljusjin Il-76-nedskydningen ved Lugansk
Iljusjin Il-76-nedskydningen ved Lugansk natten til d. 14. juni 2014 var en nedskydning af et Iljusjin Il-76MD transportfly fra det ukrainske luftvåben under den væbnede konflikt i det østlige Ukraine. Alle 49 ombordværende omkom, heriblandt 40 faldskærmstropper fra den ukrainske 25. luftbårne brigade.
Det militære transportfly medbragte desuden en BMD-2 let tank, andet militært udstyr og forsyninger, som skulle være brugt mod de prorussiske separatistiske militser, der april-maj 2014 stod bag oprettelsen af de selvudråbte folkerepublikker Lugansk og Donetsk.

## Nedskydningen
Sammen med to andre ukrainske militærfly var flyet under indflyvning til Luhansk International Airport, da det kom under beskydning af jord til luft-missiler og efterfølgende tung maskingeværild, hvorefter det kl. 00.51 lokal tid (kl. 23.51 d. 13. juni dansk sommertid) styrtede ned og brændte 5,5 km øst for Luhansk International Airport på en hvedemark ved landsbyen Novohannijka 20 km sydøst for Lugansk.
Af de øvrige fly landede det første sikkert i Luhansk, mens det sidste returnerede til udgangspunktet Melitopol Air Base, uskadt.
Ukrainsk militær fandt angiveligt samme dag nær lufthavnen to tomme rør fra skulderbårne Igla jord til luft-missiler, som man mener militserne tidligere kan have stjålet fra det ukrainske militær og som kan være anvendt til angrebet.
Kontoret for den ukrainske statslige anklager bekræftede samme dag, at der har været anvendt jord til luft-missiler til nedskydningen og statsanklageren fremsatte et anklageskrift.

## Reaktion
Ukraines præsident Petro Porosjenko erklærede d. 15. juni som national sørgedag og truede de russiske separatister med en "passende reaktion".